# FK Serp i Molot Moscou
Le Futbolny klub Serp i Molot Moscou (en russe : Футбольный клуб Серп и Молот Москва), plus couramment abrégé en Serp i Molot Moscou (littéralement « faucille et marteau »), est un club soviétique (russe) de football basé à Moscou, la capitale du pays.
Actif de 1923 à 1969, il a notamment pris part à la première division soviétique pendant quatre saisons entre 1937 et 1940.

## Histoire
Le club est fondé en 1923 sur la base du RSKS, une autre équipe créée en 1921. Il prend alors le nom AKS, pour Club de sport d'Astakhov (en russe : Астаховский клуб спорта) avant de prendre en 1925 l'appellation RKimA, signifiant quant à lui Club des travailleurs d'Astakhov (en russe : Рабочий клуб имени Астахова), Astakhov faisant référence à un révolutionnaire du même nom exécuté au printemps 1917 dans le contexte de la révolution de Février. Il devient à partir de 1931 le Serp i Molot, de l'usine métallurgique du même nom,. Durant ses premières années, l'équipe prend part aux compétitions liées à la ville de Moscou, remportant notamment le championnat municipal lors du championnat d'automne 1933.
Au moment de l'organisation du championnat national soviétique en début d'année 1936, le Serp i Molot est alors placé au sein de la deuxième division et termine en cinquième position sur sept à l'issue du championnat du printemps 1936. Repris en main par Boris Arkadiev, l'équipe obtient des résultats plus probants durant la saison d'automne et termine cette fois première avec six victoires en sept rencontres, accédant ainsi à la première division à la fin de l'année 1936.
Pour ses débuts dans l'élite, le club prend à cette occasion le nom Metallourg et termine cinquième sur neuf lors de la saison 1937. Ses performances s'améliorent d'autant plus lors de l'exercice 1938 durant laquelle il prend part à la course au titre, se classant finalement troisième à deux points du Spartak Moscou, qui termine vainqueur. Les résultats de l'équipe retombent par la suite et elle se classe sixième en 1939. Cette période voit notamment l'équipe accueillir les jeunes Konstantin Beskov et Grigori Fedotov, qui démarrent leurs carrières respectives au sein de celle-ci tandis qu'Ivan Mitronov (ru) en est le principal buteur.
Le départ d'Arkadiev à l'issue de cette dernière saison précipite la chute du club qui termine treizième et dernier en 1940 et est relégué au deuxième échelon. Finalement, à l'aube de la saison 1941, le Metallourg disparaît tandis qu'une partie de son effectif sert à former les deux équipes du Profsoïouzy en compagnie d'autres formations moscovites.
Le club refait brièvement son apparition dans la deuxième division à la fin des années 1940. Aidé notamment par le retour d'Ivan Mitronov (ru), il remporte alors le groupe Centre lors de la saison 1948 mais échoue par la suite à la promotion à l'issue de la phase finale en terminant deuxième derrière le Lokomotiv Kharkov. Après une troisième place dans son groupe l'année suivante, l'équipe se retire une nouvelle fois.
Il effectue un dernier passage au niveau professionnel au cours des années 1960 en prenant cette fois part à la troisième division de 1963 à 1969, avec une pause en 1966. Reprenant à cette occasion le nom Serp i Molot, l'équipe ne connaît cette fois pas de résultats notables, terminant entre le milieu et le bas de classement jusqu'à son retrait définitif à la fin de la saison 1969.
Les noms Sert i Molot et Metallourg sont par la suite repris successivement par plusieurs clubs amateurs de Moscou, sans aucun lien avec le club d'origine.

## Bilan sportif

### Palmarès
| Compétitions nationales                                                                  |
| ---------------------------------------------------------------------------------------- |
| - Championnat d'Union soviétique de deuxième division (1) : - Champion : 1936 (automne). |

### Classements en championnat
La frise ci-dessous résume les classements successifs du club dans les championnats soviétiques.

### Bilan par saison
Légende
- Troisième de la compétition.
- Relégation en division inférieure.
- Promotion en division supérieure.

| Saison           | Championnat  | Championnat  | Championnat  | Championnat  | Championnat  | Championnat  | Championnat  | Championnat  | Championnat  | Championnat  | Coupe d'URSS        |
| Saison           | Division     | Pos          | Pts          | J            | V            | N            | D            | BP           | BC           | Diff         | Coupe d'URSS        |
| ---------------- | ------------ | ------------ | ------------ | ------------ | ------------ | ------------ | ------------ | ------------ | ------------ | ------------ | ------------------- |
| 1936 (printemps) | 2e           | 5e           | 10           | 6            | 1            | 2            | 3            | 7            | 8            | -1           | Huitièmes de finale |
| 1936 (automne)   | 2e           | 1er          | 19           | 7            | 6            | 0            | 1            | 25           | 6            | +19          | Huitièmes de finale |
| 1937             | 1re          | 5e           | 32           | 16           | 7            | 2            | 7            | 26           | 21           | +5           | Deuxième tour       |
| 1938             | 1re          | 3e           | 37           | 25           | 16           | 5            | 4            | 57           | 29           | +28          | Huitièmes de finale |
| 1939             | 1re          | 6e           | 29           | 26           | 12           | 5            | 9            | 53           | 50           | +3           | Premier tour        |
| 1940             | 1re          | 13e          | 15           | 24           | 5            | 5            | 14           | 37           | 70           | -33          | —                   |
| 1941-1947        | Club inactif | Club inactif | Club inactif | Club inactif | Club inactif | Club inactif | Club inactif | Club inactif | Club inactif | Club inactif | Club inactif        |
| 1948             | 2e Centre    | 1er          | 42           | 28           | 18           | 6            | 4            | 43           | 22           | +21          | Huitièmes de finale |
| 1948             | Phase finale | 2e           | 6            | 5            | 3            | 0            | 2            | 4            | 2            | +2           | Huitièmes de finale |
| 1949             | 2e Russie 3  | 3e           | 33           | 24           | 13           | 7            | 4            | 65           | 24           | +41          | Seizièmes de finale |
| 1950-1962        | Club inactif | Club inactif | Club inactif | Club inactif | Club inactif | Club inactif | Club inactif | Club inactif | Club inactif | Club inactif | Club inactif        |
| 1963             | 2e Russie 1  | 12e          | 24           | 30           | 7            | 10           | 13           | 24           | 39           | -15          | Premier tour Q      |
| 1964             | 2e Russie 2  | 11e          | 29           | 32           | 10           | 9            | 13           | 36           | 41           | +5           | Quatrième tour Q    |
| 1965             | 2e Russie 1  | 15e          | 25           | 34           | 8            | 9            | 17           | 34           | 48           | -14          | Deuxième tour Q     |
| 1966             | Club inactif | Club inactif | Club inactif | Club inactif | Club inactif | Club inactif | Club inactif | Club inactif | Club inactif | Club inactif | Club inactif        |
| 1967             | 2e Russie 7  | 10e          | 16           | 22           | 5            | 6            | 11           | 21           | 40           | -19          | —                   |
| 1968             | 2e Russie 7  | 15e          | 6            | 15           | 1            | 4            | 10           | 9            | 23           | -14          | —                   |
| 1969             | 2e Russie 7  | 20e          | 17           | 38           | 4            | 9            | 25           | 30           | 79           | -49          | —                   |

## Entraîneurs du club
La liste ci-dessous présente les différents entraîneurs connus du club au cours de son histoire.
- Konstantin Blinkov (janvier 1936-juillet 1936)
- Boris Arkadiev (août 1936-décembre 1939)
- Gavril Poutiline (février 1940-décembre 1940)
- Grigori Balaba (1948-1949)
- Gueorgui Jarkov (en) (1963)
- Alekseï Kostylev (janvier 1964-septembre 1964)